# Mordaça

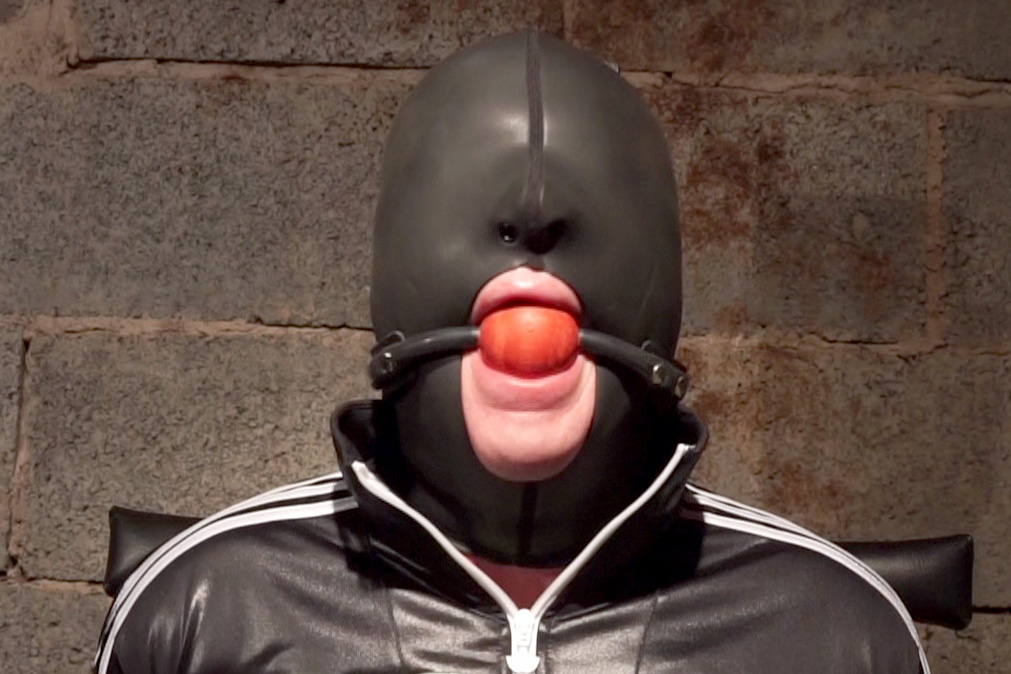
Uma mulher usando uma mordaça de bola

Uma mordaça é geralmente um item ou dispositivo projetado para impedir a fala, geralmente como um dispositivo de contenção para impedir que o sujeito peça ajuda e mantenha seu usuário em silêncio. Isso geralmente é feito bloqueando a boca, parcial ou completamente, ou tentando impedir que a língua, os lábios ou a mandíbula se movam nos padrões normais da fala. Quanto mais "eficaz" uma mordaça parece ser, mais perigosa ela é. Por exemplo, a fita adesiva é um método bastante eficaz de manter a boca de uma pessoa fechada, mas pode ser perigoso se o indivíduo não puder respirar livremente pelo nariz (por exemplo, se tiver um resfriado comum). Por esta razão, uma pessoa amordaçada nunca deve ser deixada sozinha.
O uso de mordaça é comumente retratado em novelas e ficção policial, particularmente em quadrinhos e romances. Também é frequentemente usado em filmes, como Caçadores da Arca Perdida e sua sequência Indiana Jones e o Reino da Caveira de Cristal.
Os tribunais são conhecidos por amordaçar certas pessoas, como o ativista dos direitos civis Bobby Seale. Esta prática foi criticada como desumana.